# TCR Series 2018
Le TCR Series 2018 sono una serie di competizioni organizzate da Marcello Lotti. Questi campionati seguono le specifiche TCR, nate nel 2015 come alternativa più economica alle specifiche TC1 adottate nel WTCC. Il campionato principale sono è la coppa del mondo turismo, nata dalla fusione tra il campionato del mondo turismo e le TCR International Series, alla quale si affiancano diversi campionati regionali.

## TCR Russia Touring Car Championship
Ben pochi cambiamenti sono stati fatti dalla stagione precedente, con la classe TCR che rimane la principale delle Russian Circuit Racing Series, il campionato turismo russo. Dimitrij Bragin, su Audi RS3 LMS TCR, si è aggiudicato il suo terzo titolo consecutivo, superando Aleksej Dudukalo, anch'egli su Audi RS3 LMS TCR.

### Piloti e scuderie
| Scuderia             | Vettura                 | #  | Pilota              | Gare   |
| -------------------- | ----------------------- | -- | ------------------- | ------ |
| STK TAIF Motorsport  | Audi RS3 LMS TCR        | 1  | Dimitrij Bragin     | 1-7    |
| STK TAIF Motorsport  | Audi RS3 LMS TCR        | 87 | Marat Šarapov       | 1-3    |
| STK TAIF Motorsport  | Audi RS3 LMS TCR        | 89 | Timur Šigabutdinov  | 2-5    |
| Lukoil Racing Team   | Audi RS3 LMS TCR        | 3  | Aleksej Dudukalo    | 1-7    |
| Lukoil Racing Team   | Audi RS3 LMS TCR        | 14 | Klim Gavrilov       | 1-3    |
| Lukoil Racing Team   | Audi RS3 LMS TCR        | 77 | Ivan Lukaševič      | 4-7    |
| Lukoil Racing Team   | SEAT León TCR           | 77 | Ivan Lukaševič      | 1-3    |
| Lukoil Racing Team   | SEAT León TCR           | 14 | Andrej Maslennikov  | 4-7    |
| UMMC Motorsport      | Volkswagen Golf GTI TCR | 5  | Roman Golikov       | 1-7    |
| RUMOS AMG Motorsport | CUPRA TCR               | 7  | Michail Stepanov    | 1-7    |
| RUMOS AMG Motorsport | CUPRA TCR               | 47 | Lev Tolkačev        | 1-7    |
| Green Racing Team    | CUPRA TCR               | 8  | Vladimir Gorlač     | 2, 3-5 |
| Neva Motorsport      | Honda Civic Type R TCR  | 9  | Oleg Haruk          | 4-7    |
| Neva Motorsport      | CUPRA TCR               | 9  | Oleg Haruk          | 1-3    |
| Neva Motorsport      | CUPRA TCR               | 17 | Pavel Jašin         | 1-7    |
| Neva Motorsport      | CUPRA TCR               | 46 | Efim Gantmakher     | 5-6    |
| Rally Academy        | CUPRA TCR               | 10 | Anton Badoev        | 1-7    |
| Lada Sport Rosneft   | Lada Vesta TCR          | 11 | Kirill Ladygin      | 1-7    |
| Lada Sport Rosneft   | Lada Vesta TCR          | 19 | Vladimir Šešenin    | 1-7    |
| Lada Sport Rosneft   | Lada Vesta TCR          | 27 | Michail Gračev      | 1-7    |
| LTA Rally            | Volkswagen Golf GTI TCR | 14 | Klim Gavrilov       | 4-7    |
| LTA Rally            | SEAT León TCR           | 80 | Andrej Abaluev      | 5-7    |
| AG Team              | SEAT León TCR           | 18 | Thomas Johnson      | 7      |
| STK Čingischan       | Audi RS3 LMS TCR        | 76 | Irek Minnachmetov   | 1-6    |
| AKHMAT Racing Team   | Volkswagen Golf GTI TCR | 88 | Vitalij Dudin       | 1, 5-7 |
| AKHMAT Racing Team   | SEAT León TCR           | 95 | Magomed Daghiev     | 1, 4-7 |
| Carville Racing      | SEAT León TCR           | 91 | Grigorij Burlutskij | 2-6    |

### Calendario
| Gara | Gara | Circuito                 | Data         |
| ---- | ---- | ------------------------ | ------------ |
| 1    | G1   | Circuito di Fort Groznyj | 14 aprile    |
| 1    | G2   | Circuito di Fort Groznyj | 15 aprile    |
| 2    | G3   | Smolensk Ring            | 5 maggio     |
| 2    | G4   | Smolensk Ring            | 6 maggio     |
| 3    | G5   | Circuito NRING           | 2 giugno     |
| 3    | G6   | Circuito NRING           | 3 giugno     |
| 4    | G7   | Kazan Ring               | 21 luglio    |
| 4    | G8   | Kazan Ring               | 22 luglio    |
| 5    | G9   | Moscow Raceway           | 11 agosto    |
| 5    | G10  | Moscow Raceway           | 12 agosto    |
| 6    | G11  | Autodromo di Soči        | 1º settembre |
| 6    | G12  | Autodromo di Soči        | 2 settembre  |
| 7    | G13  | Circuito di Fort Groznyj | 5 ottobre    |
| 7    | G14  | Circuito di Fort Groznyj | 6 ottobre    |

### Classifiche

#### Classifica piloti
| Pos. | Pilota              | GRO | GRO | SMO | SMO | NRG | NRG | KAZ | KAZ | MOS | MOS | SOČ | SOČ | GRO | GRO | Punti |
| ---- | ------------------- | --- | --- | --- | --- | --- | --- | --- | --- | --- | --- | --- | --- | --- | --- | ----- |
| 1    | Dimitrij Bragin     | 12  | 5   | 1   | 6   | 1   | 7   | 2   | 2   | 3   | 3   | 7   | 1   | 6   | 2   | 223   |
| 2    | Aleksej Dudukalo    | 5   | 2   | 5   | 3   | NP  | Rit | 1   | 15  | 7   | 1   | 3   | 2   | 7   | 1   | 190   |
| 3    | Kirill Ladygin      | 6   | 7   | 7   | 1   | 3   | 6   | 5   | 1   | 18† | 16  | 6   | 9   | 1   | 4   | 174   |
| 4    | Ivan Lukaševič      | 4   | 15  | 2   | 5   | 8   | 1   | 13  | 6   | 6   | 2   | 2   | 7   | 5   | 5   | 174   |
| 5    | Klim Gavrilov       | 1   | 8   | 4   | 14  | 4   | 3   | 14  | Rit | 1   | 4   | 1   | 6   | 10  | 8   | 169   |
| 6    | Anton Badoev        | 16† | 6   | 8   | 2   | 10  | 10  | 6   | 3   | 4   | Rit | 4   | 4   | 3   | 6   | 141   |
| 7    | Michail Gračev      | 2   | 10  | 12  | 7   | 11  | 5   | 8   | 10  | 11  | 7   | 9   | 8   | 2   | 3   | 138   |
| 8    | Vladimir Šešenin    | 3   | 4   | 9   | 8   | 2   | 4   | 4   | 8   | Rit | 12  | 5   | 5   | 4   | Rit | 138   |
| 9    | Roman Golikov       | 8   | 1   | 3   | 10  | 6   | 13  | 9   | 5   | 5   | 6   | Rit | 10  | 8   | 14  | 123   |
| 10   | Lev Tolkačev        | 9   | 3   | 6   | 4   | 9   | 2   | 10  | 16  | 8   | 20  | 17† | 15  | 9   | 10  | 101   |
| 11   | Andrej Maslennikov  |     |     |     |     |     |     | 7   | 4   | 2   | 5   | 8   | 3   | 13  | 9   | 88    |
| 12   | Irek Minnachmetov   | 14  | 13  | 13  | 9   | 5   | 8   | 3   | Rit | 9   | 8   | Rit | Rit |     |     | 65    |
| 13   | Pavel Jašin         | 10  | 11  | 17† | 17  | 12  | 15  | SQ  | 12  | 17† | 13  | 10  | 11  | 12  | 7   | 48    |
| 14   | Grigorij Burlutskij |     |     | 11  | 11  | 7   | 9   | 15  | 7   | Rit | 14  | 11  | 18  |     |     | 44    |
| 15   | Michail Stepanov    | 13  | NP  | 10  | 12  | 16  | 12  | 11  | 14  | 10  | 11  | 13  | Rit | 15  | 11  | 44    |
| 16   | Magomed Daghiev     | 17† | 9   |     |     |     |     | Rit | 11  | 15  | 9   | 12  | 12  | 16  | 15  | 29    |
| 17   | Vitalij Dudin       | 7   | SQ  |     |     |     |     |     |     | Rit | 10  | SQ  | 17  | 11  | 12  | 24    |
| 18   | Timur Šigabutdinov  |     |     | Rit | 13  | 14  | 11  | 12  | 9   | Rit | 17  |     |     |     |     | 21    |
| 19   | Oleg Haruk          | 11  | 14  | 16  | 18  | 15  | 16  | 16  | 13  | 16  | 18  | 15  | 14  | 18  | Rit | 14    |
| 20   | Marat Šarapov       | 15  | 12  | 14  | 15  | 13  | Rit |     |     |     |     |     |     |     |     | 11    |
| 21   | Efim Gantmakher     |     |     |     |     |     |     |     |     | 12  | 15  | 14  | 13  |     |     | 10    |
| 22   | Andrej Abaluev      |     |     |     |     |     |     |     |     | 14  | 19  | 16  | 16  | 14  | 13  | 7     |
| 23   | Vladimir Gorlač     |     |     | 15  | 16  | Rit | 14  |     |     | 13  | Rit |     |     |     |     | 6     |
| 24   | Thomas Johnson      |     |     |     |     |     |     |     |     |     |     |     |     | 17  | 16  | 0     |
| Pos. | Pilota              | GRO | GRO | SMO | SMO | NRG | NRG | KAZ | KAZ | MOS | MOS | SOČ | SOČ | GRO | GRO | Punti |

| Colore  | Risultato             |
| ------- | --------------------- |
| Oro     | Vincitore             |
| Argento | 2º posto              |
| Bronzo  | 3º posto              |
| Verde   | Finito a punti        |
| Blu     | Finito senza punti    |
| Viola   | Ritirato (Rit)        |
| Viola   | Non classificato (NC) |
| Rosso   | Non qualificato (NQ)  |
| Nero    | Squalificato (SQ)     |
| Bianco  | Non partito (NP)      |
| Bianco  | Non ha gareggiato     |
| Bianco  | Infortunato (INF)     |
| Bianco  | Escluso (ES)          |
| Bianco  | Gara cancellata (C)   |

#### Classifica scuderie
| Pos. | Scuderia             | GRO | GRO | SMO | SMO | NRG | NRG | KAZ | KAZ | MOS | MOS | SOČ | SOČ | GRO | GRO | Punti |
| ---- | -------------------- | --- | --- | --- | --- | --- | --- | --- | --- | --- | --- | --- | --- | --- | --- | ----- |
| 1    | Lukoil Racing Team   | 4   | 2   | 2   | 3   | 8   | 1   | 1   | 4   | 6   | 1   | 2   | 2   | 5   | 5   | 349   |
| 1    | Lukoil Racing Team   | 5   | 15  | 5   | 5   | NP  | Rit | 7   | 15  | 7   | 2   | 3   | 7   | 13  | 9   | 349   |
| 2    | Lada Sport Rosneft   | 2   | 4   | 7   | 1   | 2   | 4   | 5   | 1   | 11  | 18† | 6   | 8   | 2   | 3   | 303   |
| 2    | Lada Sport Rosneft   | 3   | 10  | 12  | 7   | 11  | 5   | 8   | 10  | 7   | 16  | 9   | 9   | 4   | Rit | 303   |
| 3    | STK TAIF Motorsport  | 12  | 5   | 1   | 6   | 1   | 7   | 2   | 2   | 3   | Rit | 7   | 1   | 6   | 2   | 245   |
| 3    | STK TAIF Motorsport  | 15  | 12  | 14  | 15  | 13  | Rit | 12  | 9   | 3   | 17  | Rit | Rit |     |     | 245   |
| 4    | RUMOS AMG Motorsport | 9   | 3   | 6   | 4   | 9   | 2   | 10  | 14  | 8   | 11  | 13  | 15  | 9   | 10  | 145   |
| 4    | RUMOS AMG Motorsport | 13  | NP  | 10  | 12  | 16  | 12  | 11  | 16  | 10  | 20  | 17† | Rit | 15  | 11  | 145   |
| 5    | Carville Racing      |     |     |     |     |     |     | 14  | 7   | 1   | 4   | 1   | 6   | 10  | 8   | 115   |
| 5    | Carville Racing      |     |     |     |     |     |     | 15  | Rit | Rit | 14  | 11  | 18  | 14  | 13  | 115   |
| 6    | Neva Motorsport      | 10  | 11  | 16  | 17  | 12  | 15  | 16  | 12  | 16  | 13  | 13  | 14  | 12  | 7   | 65    |
| 6    | Neva Motorsport      | 11  | 14  | 17† | 18  | 15  | 16  | SQ  | 13  | 17† | 18  | 15  | Rit | 18  | Rit | 65    |
| 7    | AKHMAT Racing Team   | 7   | 9   |     |     |     |     |     |     | 15  | 9   | 12  | 12  | 11  | 12  | 49    |
| 7    | AKHMAT Racing Team   | 17† | SQ  |     |     |     |     |     |     | Rit | 10  | SQ  | 17  | 16  | 15  | 49    |
| Pos. | Pilota               | GRO | GRO | SMO | SMO | NRG | NRG | KAZ | KAZ | MOS | MOS | SOČ | SOČ | GRO | GRO | Punti |

| Colore  | Risultato             |
| ------- | --------------------- |
| Oro     | Vincitore             |
| Argento | 2º posto              |
| Bronzo  | 3º posto              |
| Verde   | Finito a punti        |
| Blu     | Finito senza punti    |
| Viola   | Ritirato (Rit)        |
| Viola   | Non classificato (NC) |
| Rosso   | Non qualificato (NQ)  |
| Nero    | Squalificato (SQ)     |
| Bianco  | Non partito (NP)      |
| Bianco  | Non ha gareggiato     |
| Bianco  | Infortunato (INF)     |
| Bianco  | Escluso (ES)          |
| Bianco  | Gara cancellata (C)   |

## Campeonato Nacional de Velocidade Turismos
Dopo una sola stagione TCR Ibérico Touring Car Series si sono nuovamente divise nel Campeonato Nacional de Velocidade Turismos e nelle Campeonato Nacional de Velocidade Turismos, che si sono però sciolte poco dopo. Il Campeonato Nacional de Velocidade Turismos ha adottato una formula simile a quella utilizzata fino al 2016, con un calendario di quattro gare, che è iniziato il 26 maggio a Braga ed è terminata il 28 ottobre a Portimão.

## Scuderie e piloti
| Classe TCR        | Classe TCR              | Classe TCR | Classe TCR         | Classe TCR |
| Scuderia          | Vettura                 | #          | Pilota             | Gare       |
| ----------------- | ----------------------- | ---------- | ------------------ | ---------- |
| Sports&You        | Peugeot 308 TCR         | 6          | Francisco Abreu    | 1-4        |
| Sports&You        | Peugeot 308 TCR         | 6          | Rafael Lobato      | 1-4        |
| CRM Motorsport    | Kia Cee'd TCR           | 7          | Manuel Gião        | 1-4        |
| Team Novadriver   | Volkswagen Golf GTI TCR | 11         | Armando Parente    | 1-4        |
| Team Novadriver   | Volkswagen Golf GTI TCR | 11         | José Cautela       | 1-2        |
| Team Novadriver   | Volkswagen Golf GTI TCR | 11         | Henrique Chaves    | 3          |
| Speedy Motorsport | CUPRA TCR               | 22         | Pedro Salvador     | 1-4        |
| Speedy Motorsport | Audi RS3 LMS TCR        | 24         | Gustavo Moura      | 1-2, 4     |
| Speedy Motorsport | Audi RS3 LMS TCR        | 24         | Telmo Gomes        | 4          |
| Veloso Motorsport | CUPRA TCR               | 26         | Francisco Mora     | 1          |
| Veloso Motorsport | Audi RS3 LMS TCR        | 33         | Francisco Carvalho | 1-4        |
| Classe TCC        |                         |            |                    |            |
| Scuderia          | Vettura                 | #          | Pilota             | Gare       |
| João Sousa        | SEAT León Supercopa     | 50         | João Sousa         | 1, 3       |

### Calendario
| Gara | Gara | Circuito                            | Data         |
| ---- | ---- | ----------------------------------- | ------------ |
| 1    | G1   | Circuito Vasco Sameiro              | 27 maggio    |
| 1    | G2   | Circuito Vasco Sameiro              | 27 maggio    |
| 2    | G3   | Circuito Internacional de Vila Real | 24 giugno    |
| 2    | G4   | Circuito Internacional de Vila Real | 24 giugno    |
| 3    | G5   | Circuito Vasco Sameiro              | 16 settembre |
| 3    | G6   | Circuito Vasco Sameiro              | 16 settembre |
| 4    | G7   | Autódromo Internacional do Algarve  | 28 ottobre   |
| 4    | G8   | Autódromo Internacional do Algarve  | 28 ottobre   |

### Classifica
| Pos. | Pilota             | SAM | SAM | VIL | VIL | SAM | SAM | ALG | ALG | Punti |
| ---- | ------------------ | --- | --- | --- | --- | --- | --- | --- | --- | ----- |
| 1    | Pedro Salvador     | 2   | 1   | 1   | 1   | 1   | 1   | Rit | Rit | 153   |
| 2    | Francisco Abreu    | 5   | 2   | 2   | 3   | 4   | 2   | 3   | 4   | 135   |
| 2    | Rafael Lobato      | 5   | 2   | 2   | 3   | 4   | 2   | 3   | 4   | 135   |
| 3    | Armando Parente    | 1   | 5   | 3   | Rit | 3   | 5   | 1   | 1   | 134   |
| 4    | Francisco Carvalho | 3   | 4   | 4   | 2   | 2   | 3   | 2   | Rit | 123   |
| 5    | Manuel Gião        | 6   | Rit | 5   | 4   | 5   | 4   | 4   | 2   | 106   |
| 6    | Gustavo Moura      | 4   | 6   | Rit | 5   |     |     | 5   | 3   | 65    |
| 7    | José Cautela       | 1   | 5   | 3   | Rit |     |     |     |     | 55    |
| 8    | Henrique Chaves    |     |     |     |     | 3   | 5   |     |     | 29    |
| 9    | Telmo Gomes        |     |     |     |     |     |     | 5   | 3   | 29    |
| 10   | Francisco Mora     | Rit | 3   |     |     |     |     |     |     | 18    |
|      | João Sousa         |     |     |     |     | NP  | NP  |     |     | 0     |
| Pos. | Pilota             | SAM | SAM | VIL | VIL | SAM | SAM | ALG | ALG | Punti |

| Colore  | Risultato             |
| ------- | --------------------- |
| Oro     | Vincitore             |
| Argento | 2º posto              |
| Bronzo  | 3º posto              |
| Verde   | Finito a punti        |
| Blu     | Finito senza punti    |
| Viola   | Ritirato (Rit)        |
| Viola   | Non classificato (NC) |
| Rosso   | Non qualificato (NQ)  |
| Nero    | Squalificato (SQ)     |
| Bianco  | Non partito (NP)      |
| Bianco  | Non ha gareggiato     |
| Bianco  | Infortunato (INF)     |
| Bianco  | Escluso (ES)          |
| Bianco  | Gara cancellata (C)   |

## TCR Baltic Trophy
Come nel 2017, è presente una classe riservata a vetture con specifiche TCR nel campionato baltico turismo, con un calendario allargato a cinque eventi, disputati in Lettonia ed Estonia. Ernesta Globyte, campionessa in carica, si è aggiudicata il suo secondo titolo consecutivo.

### Piloti e scuderie
| Scuderia         | Vettura                 | #  | Pilota          | Gare   |
| ---------------- | ----------------------- | -- | --------------- | ------ |
| GSR Motorsport   | Volkswagen Golf GTI TCR | 5  | Ernesta Globyte | 1, 3-5 |
| Energizer Racing | Volkswagen Golf GTI TCR | 95 | Rokas Kvedaras  | 1      |

### Classifica
| Pos. | Pilota          | BIK | BIK | BIK | BIK | PAR | PAR | BIK | BIK | PAR | PAR | Punti |
| ---- | --------------- | --- | --- | --- | --- | --- | --- | --- | --- | --- | --- | ----- |
| 1    | Ernesta Globytė | 1   | 1   |     |     | 1   | 1   | 1   | 1   | 1   | 1   | 200   |
|      | Rokas Kvedaras  | NP  | NP  |     |     |     |     |     |     |     |     | 0     |
| Pos. | Pilota          | BIK | BIK | BIK | BIK | PAR | PAR | BIK | BIK | PAR | PAR | Punti |

| Colore  | Risultato             |
| ------- | --------------------- |
| Oro     | Vincitore             |
| Argento | 2º posto              |
| Bronzo  | 3º posto              |
| Verde   | Finito a punti        |
| Blu     | Finito senza punti    |
| Viola   | Ritirato (Rit)        |
| Viola   | Non classificato (NC) |
| Rosso   | Non qualificato (NQ)  |
| Nero    | Squalificato (SQ)     |
| Bianco  | Non partito (NP)      |
| Bianco  | Non ha gareggiato     |
| Bianco  | Infortunato (INF)     |
| Bianco  | Escluso (ES)          |
| Bianco  | Gara cancellata (C)   |